# コンクリート技士
コンクリート技士（こんくりーとぎし）とは、公益社団法人日本コンクリート工学会が実施する試験に合格し、合格者の申請によって登録された者に与えられる称号であり、コンクリートの製造や施工に携わる技術者として必要な知識・能力を証明する資格である。

## 概要
コンクリート技士試験は、コンクリートの製造、施工等に携わっている技術者の資格を認定して技術の向上を図るとともに、コンクリートに対する信頼性を高め、建設産業の進歩・発展に寄与することを目的として、昭和45年度に創設された。コンクリート技士の上位にはコンクリート主任技士という資格が設けられている。

## 種類と職務
資格種類は以下の2つに分類される。
- コンクリート技士
- コンクリート主任技士

コンクリート技士はコンクリートの製造、施工、検査および管理など、日常の技術的業務に直接携わり、コンクリート主任技士はコンクリートの製造、工事および研究における計画、施工、管理、指導などを実施製造や研究に関わる計画・管理などの業務に携わる。

## 資格の位置付け
公益社団法人土木学会「コンクリート標準示方書」、一般社団法人日本建築学会「建築工事標準仕様書JASS 5鉄筋コンクリート工事」において「コンクリート構造物の施工に関して十分な知識および経験を有する専門技術者」と位置付けられており、国土交通省:土木工事共通仕様書等において「コンクリートの製造、施工、試験、検査及び管理などの技術的業務を実施する能力のある技術者」と規定されている。

## 類似資格
- コンクリート診断士（公益社団法人日本コンクリート工学会）
- プレストレストコンクリート技士（公益社団法人プレストレストコンクリート工学会 ）
- コンクリート構造診断士（公益社団法人プレストレストコンクリート工学会）